# Гемерска Гуорка (район Рожнява)
Гемерска Гуорка (словац. Gemerská Hôrka, венг. Özörény) — деревня в районе Рожнява Кошицкого края Словакии в исторической области Гемер.
Расположена на высоте 229 м. Площадь — 12,79 кв.км. Находится в 20 км от города  Рожнява и столицы города Братислава 245 км.
Население на 31 декабря 2022 года — 1274 жителя.

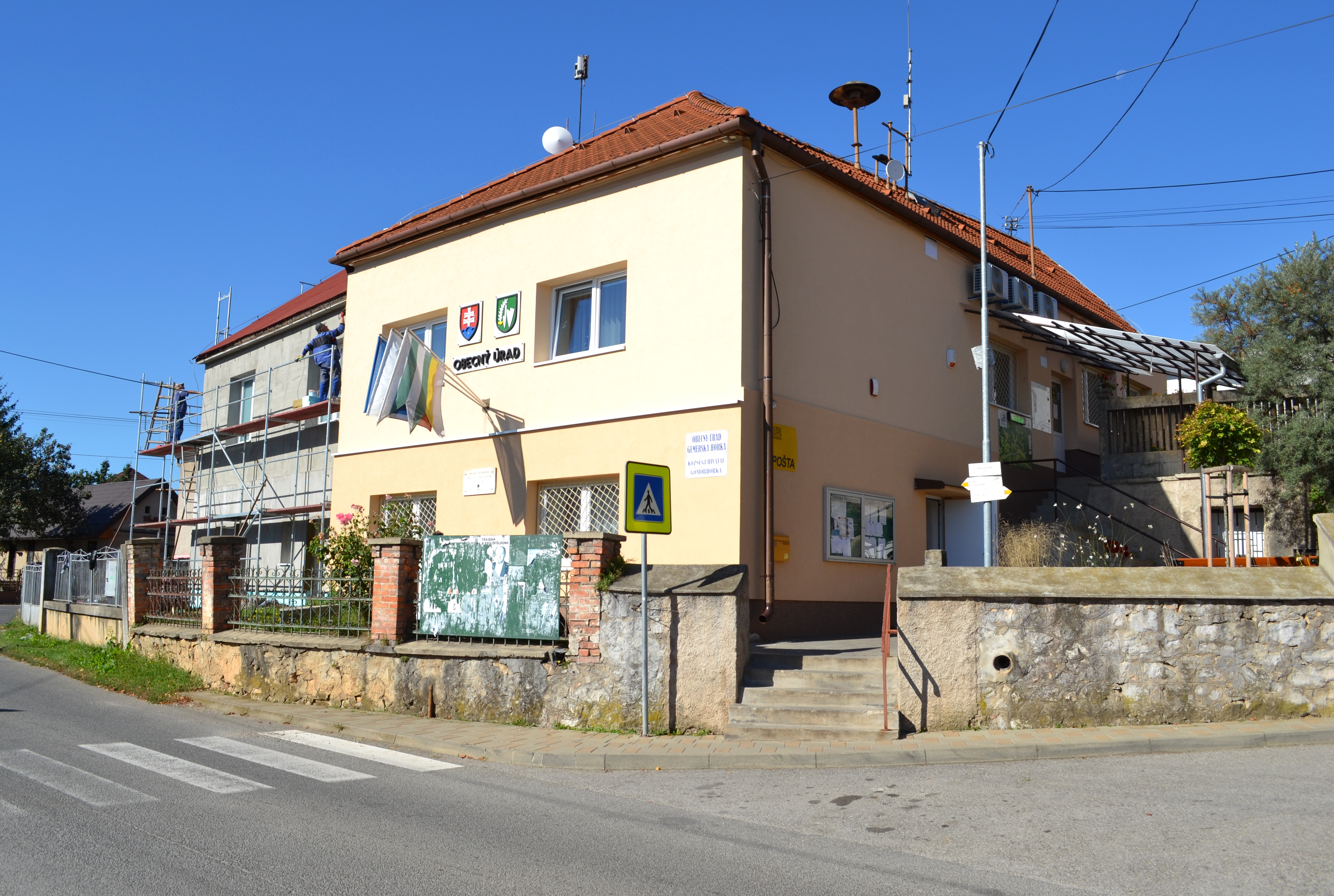
Здание администрации

Первые документальные упоминания о деревне датируются 1413 годом. До создания независимой Чехословакии в 1918 году Деревня входила в состав Венгерского королевства. С 1938 по 1945 год снова была частью Венгрии.

## Население
| Год:                | 1994 | 2004    | 2014    | 2024    |
| ------------------- | ---- | ------- | ------- | ------- |
| Количество человек: | 1284 | 1334    | 1319    | 1266    |
| Разница:            |      | +3,89 % | −1,12 % | −4,01 % |